# Сањати (видео албум)
Сањати је видео албум групе Црвена Јабука. Базиран је на истоименом албуму из 1988. Садржи 13 спотова који су снимани у Сарајеву. Изашао је на видео касети.

## Спотови
1. Увод
2. Звона звоне
3. Има нешто од срца до срца-1
4. Сањати
5. Свиђа ми се ова ствар
6. Отров
7. На длану ми пише
8. Ти знаш
9. Не дај на себе
10. Ако, ако одеш ти
11. Зову нас улице
12. Љета која долазе
13. Има нешто од срца до срца-2
14. Мало ћемо да се купамо